# ユースオリンピック
ユースオリンピック（Youth Olympic Games, YOG）は、15歳から18歳までを対象とした国際オリンピック委員会（IOC）が主催する世界的な総合スポーツ大会。夏季大会と冬季大会のそれぞれが4年に1度開催されるが、冬季大会の開催が閏年（西暦年が4の倍数）で夏季大会がその2年後と、一般世代のオリンピック大会とは逆順になっている。日本ではユース五輪とも呼ばれる。

## 概要

2010年から2016年まで使われたロゴ。

2018年から2020年まで使われたロゴ。

大会のアイデアは、1998年にオーストリアのヨハン・ロゼンツォフにより紹介されたもの。2007年7月6日に、グアテマラ市での国際オリンピック委員会総会において、青少年版オリンピック大会の創設が承認された。IOCと開催都市との間で大会の開催費用を分担する意向が含まれており、一方で選手やコーチの移動費用はIOC側で支払われることになった。これらの大会は、文化交流プログラム（後述）や参加者がオリンピック選手に出会う機会があるのも特徴となっている。
ヨーロッパでは、ヨーロッパオリンピック委員会 (EOC) が主催するヨーロッパユースオリンピックフェスティバルが夏季は1991年から冬季は1993年から隔年に継続して開催されている。また、オーストラリアでは2001年からオーストラリアユースオリンピックフェスティバルが開催されている。ユースオリンピックはこれらの大会に倣ったものである。また、ユース五輪は廃止された世界ユース大会の後継でもある。
ユースオリンピック最初の夏季大会は2010年8月14日から26日までシンガポールで開催され、最初の冬季大会は2012年1月13日から22日にオーストリアのインスブルックで開催された。2010年シンガポールと2014年南京の夏季大会はそれぞれ3600人の選手が参加、13日間開催で、冬季大会は2012年インスブルックが1059人、2016年リレハンメルは1100人の選手が参加して、10日間開催であった。これは初期推定を上回る数字だったにもかかわらず、ユース五輪は依然として大人世代のオリンピック大会よりも規模が小さく短期間である。

## 大会の格と規模
プロの大会を除く大会の格としては一般選手の最高峰がオリンピック（IOC主催）、障がい者の最高峰がパラリンピック（IPC主催、聴覚はデフリンピック）、大学生の最高峰がワールドユニバーシティゲームズ（FISU主催）、そしてユースの最高峰がユースオリンピック（IOC主催）となっている。
その背景として、各競技の世界大会や大陸総合大会の結果や世界ランキング上位者等のごくわずかな選手にのみ出場権が与えられるところにある。毎年開催される個人種目の世界大会に出場できる選手が1種目あたり200-300名程度に対し、ユースオリンピックは4年に1度しか開催されず、かつ世界で僅か8 - 16人程度しか出場できない。ユースの場合、世界ジュニア・世界カデ大会、大陸ジュニア大会、世界ジュニアランキングからの選出が多いが、競技によっては選考大会を別に行ったり、個人の成績とは関係なく競技団体が協議の上選出する場合もある。

### 規模と出場確率
大会の規模としてはオリンピックの3分の1程度。出場できる確率は対象年齢における世界人口で試算するとオリンピックに出場できる確率とほぼ同等である。
| 大会                                        | 出場選手数   | 個人種目1種目 あたりの選手数 | 対象年齢の世界人口                      | 対象年齢の世界人口 に対し出場できる確率 |
| ------------------------------------------- | ------------ | ---------------------------- | --------------------------------------- | --------------------------------------- |
| オリンピック （2016リオデジャネイロ）       | 約1万1,000人 | 24-48人                      | 約18億人 （選手の年齢の幅が15年と仮定） | 約16万人に1人                           |
| ユースオリンピック （2018ブエノスアイレス） | 約4,000人    | 8-16人                       | 約6億人 （14-18歳の5年）                | 約15万人に1人                           |
|                                             | 約3分の1     | 約3分の1                     | 約3分の1                                | ほぼ同等                                |

## 歴史
1998年、ユースオリンピックの概念はオーストリアの業務改善専門家ヨハン・ロゼンツォフから提案された。この提案には、幼児期の肥満についての世界的な関心の高まりや、若年層、特に先進国での青少年のスポーツ活動参加が低下していること対応したものであった。青少年版の大会は、オリンピック本大会への青少年の参加をさらに促進することが確認された。このような青少年向けのオリンピック大会を開催するだけの理由があるにもかかわらず、純粋なスポーツイベント開催へのIOCの反応は否定的だった。IOCの代表者らは、この大会がスポーツに関するのと同じくらい文化教育や交流の場であるべきだと望んでおり、そのため文化育成プログラム (CEP) が各大会の祭典の一環として開発された。2007年7月6日、グアテマラ市での第119回IOC総会で、IOC会長のジャック・ロゲがユースオリンピック大会を正式に発表した。ユースオリンピックにはいくつかの目標があり、そのうち4つは世界最高のユース・アスリートを集め、オリンピズム（Olympism）を紹介し、オリンピックの価値を教育し、論じるという革新的なものである。2008年2月21日、シンガポール市がユースオリンピック夏季大会の開催地として発表された。2008年12月12日、IOCはインスブルック（1964年と1976年の冬季五輪開催地）が2012年のユースオリンピック大会の開催地だと発表した。

## 開催都市
2007年11月に、ユースオリンピック大会を開催する5つの候補都市としてIOCがアテネ、バンコク、シンガポール、モスクワ、トリノを選出した。2008年1月には、モスクワとシンガポールに候補が絞られ、2月21日にシンガポールが開催地に決定（票数は53対44）した。
2008年9月にIOCは、第1回冬季大会を開催する4つの候補都市として、ハルビン、インスブルック、クオピオ、リレハンメルを選出した。11月に候補がインスブルックとクオピオに絞られ、12月12日にインスブルックが開催地に決定した。

### 2026年夏季ユース大会
2018年9月、第133回IOC総会で第4回夏季ユースオリンピック大会のダカール開催が決定した。同年2月にIOCのトーマス・バッハ会長から、同回の大会はアフリカで行われることが適当という意見が理事会でまとまったという声明がなされ、ダカールの他、ハボローネ（ボツワナ）、アブジャ（ナイジェリア）、チュニス（チュニジア）というアフリカ4か国の首都がある都市がそれぞれ立候補したが、最終的にはダカール以外の都市が撤退した。当初は2022年10月22日から11月9日までの開催予定だったが、2020年7月に新型コロナウイルス感染症の世界的流行を理由にして2026年への延期が決定した。

### 夏季大会
- 「国」は参加した国・地域数、「選手」は参加選手数、「種」は行われた種目数

| 年   | 回 | 開催都市         | 開催国       | 大州       | 開会     | 閉会     | 国  | 選手 | 種  | 注       |
| ---- | -- | ---------------- | ------------ | ---------- | -------- | -------- | --- | ---- | --- | -------- |
| 2010 | 1  | シンガポール     | シンガポール | アジア     | 8月14日  | 8月26日  | 204 | 3524 | 201 |          |
| 2014 | 2  | 南京             | 中国         | アジア     | 8月16日  | 8月28日  | 203 | 3579 | 222 |          |
| 2018 | 3  | ブエノスアイレス | アルゼンチン | 南アメリカ | 10月6日  | 10月18日 | 206 | 3997 | 239 |          |
| 2026 | 4  | ダカール         | セネガル     | アフリカ   | 10月31日 | 11月13日 |     |      | 244 | [ 注 1 ] |

### 冬季大会
- 「国」は参加した国・地域数、「選手」は参加選手数、「種」は行われた種目数

| 年   | 回 | 開催都市                       | 開催国       | 大州       | 開会                    | 閉会                    | 国 | 選手 | 種 | 注 |
| ---- | -- | ------------------------------ | ------------ | ---------- | ----------------------- | ----------------------- | -- | ---- | -- | -- |
| 2012 | 1  | インスブルック                 | オーストリア | ヨーロッパ | 1月13日                 | 1月22日                 | 69 | 1059 | 63 |    |
| 2016 | 2  | リレハンメル                   | ノルウェー   | ヨーロッパ | 2月12日                 | 2月21日                 | 71 | 1100 | 70 |    |
| 2020 | 3  | ローザンヌ                     | スイス       | ヨーロッパ | 1月9日                  | 1月22日                 | 79 | 1872 | 81 |    |
| 2024 | 4  | 江原道                         | 韓国         | アジア     | 1月19日                 | 2月1日                  | 78 | 1802 | 81 |    |
| 2028 | 5  | ドロミーティ・ヴァルテッリーナ | イタリア     | ヨーロッパ | 999999999999-99-99-0000 | 999999999999-99-99-0000 |    |      |    |    |

## 開催都市の要件
ユースオリンピック大会の規模はオリンピック本大会の規模より小さいが、これは意図的なもので、小都市でのオリンピック開催を可能にしている。開催都市の候補には、大会の全てを同一都市内で実施することが求められ、新たなスポーツ施設を建設してはならない。この建設猶予となる例外には、メディアセンター、授業や体験講座のためのアンフィシアター、選手村などがある。この村は選手にとって大会の中心であり、活動拠点でもある。全ての選手とコーチがシャトル運航による移動であり、新たな独自の輸送システムは不要である。入札手続によると、開会式と閉会式の陸上競技場は1万人収容が必須で、都市には2500席の水泳施設が必要となる（夏季大会）。

## 財政面
当初に推定された大会運営費用は、夏季が3000万米ドル、冬季が1500万-2000万米ドルであるが、これらの費用に会場建設のインフラ整備は含まれていない。IOCは、インフラと会場の費用が開催都市による全額負担であることを規定している。IOCは、選手や審査員のための部屋など旅行費用として見積られた1100万ドルを開催都市に支払うことになっている。この資金調達は、IOC基金からであって収入ではない。IOCが公開した初めての夏季大会に対する2つの最終入札予算は9000万ドルと、推定費用よりもはるかに高いものだった。シンガポールでの最初の大会費用は、推定3億8700万シンガポールドル（2億8400万米ドル）にまで増大したとされる。同大会は新しい取り組みで、企業としては得られる露出度合が定かではないということから、スポンサー達はユース五輪への契約署名が遅れている。インスブルックで開催される第1回冬季大会の予算は、インフラ整備や会場建設を含めないで、2250万ドルと見積もられている。

## 参加状況
2010年の初めての夏季ユースオリンピックには、200以上の国と3600人の選手が参加した。 参加者は、14-15歳、16-17歳、17-18歳の年齢層に置かれる。選手年齢は、ユース五輪に参加する年の12月31日時点の年齢によって決定される。ユースオリンピックへの参加資格は、プログラムのさまざまなスポーツに応じてIOCと国際競技連盟 (ISF) が共同で決定している。
全ての国がユース五輪で競技できることを確保するために、IOCはユニバーサリティ・プレイシズ（Universality Places）という概念を制定した。それぞれの種目でスポット参加の一定数を、予選水準に関係なく、評価が下の国からの選手のために開けておかなければならないというものだ。これは、全ての国が最低4人の選手を各ユースオリンピック大会に送り出せるのを確実にするためである。チームトーナメントでは、大陸ごとに1チームが、ホスト国の代表またはISFにより提案されたIOC承認の第6チームと一緒に競技することが許される。国ごとに2つのチーム（ひとつは少年団、ひとつは少女団）の主将がいる。最後に、個々のスポーツで70人以上の選手が出場する国はない。

## 実施競技
ユースオリンピックで争われる競技 (sports) は、伝統的なオリンピックで実施されるものから若干の改変があり、限られた数の種別 (Discipline) と種目 (events) になっている。例えば、水泳競技ではIOCは種別の飛び込みや競泳の採用を決めたが、アーティスティックスイミングや水球を除外した。いくつかのスポーツは試合のために修正がなされている。バスケットボール競技では、のちにオリンピックでも正式種目になる3対3でハーフコート試合である3x3を第1回大会の2010年シンガポールユースオリンピックから採用している。現在のルールだと、試合は1回10分で行われ、先に21点に達したチームが勝利する（フルコート試合とは異なる得点形式を使用）。ホッケーは2010年に屋外形式の試合で導入されたが、2014年には屋内の小型版ホッケー5を屋外で行うように変更された。自転車競技はマウンテンバイク、BMX、ロードレースがある一方、トラックレースは予定から外されている。他の若者主導のスポーツは、国際競技連盟の後ろ盾があれば最終的に争える可能性がある。2007年11月には、近代五種競技およびセーリングが含まれ、水辺の候補都市を有利にしていたことが明らかになった。
なお、2026年開催予定の第4回夏季ユースオリンピック・ダカール大会では35競技244種目の開催が予定されており、サーフィン、スケートボード、スポーツクライミング、武術太極拳、ブレイキン（ブレイクダンス）、ベースボール5（5人制野球）の新規採用が決まっている。
冬季ユースオリンピックは冬季オリンピックと同様、7つ競技が実施されている。アイスホッケーは、男子と女子のトーナメントだけでなく、スキルチャレンジ個人も予定されている。リュージュ、フィギュアスケート、ショートトラックスピードスケートでは、様々な国の選手が一緒に多国籍チームで競うことができる団体種目がある。また、アルペンとクロスカントリーのスキーは、男性と女性が混在する男女チームで競い合う種目が予定されている。

### 夏季大会
○印は実施、-印は未実施。
| 競技（または種別）                         | 1回 | 2回 | 3回 |
| ------------------------------------------ | --- | --- | --- |
| アーチェリー                               | ○   | ○   | ○   |
| カヌー                                     | ○   | ○   | ○   |
| 空手                                       | -   | -   | ○   |
| 近代五種                                   | ○   | ○   | ○   |
| ゴルフ                                     | -   | ○   | ○   |
| サッカー                                   | ○   | ○   | -   |
| 自転車競技                                 | ○   | ○   | ○   |
| 射撃                                       | ○   | ○   | ○   |
| 柔道                                       | ○   | ○   | ○   |
| 重量挙げ                                   | ○   | ○   | ○   |
| 水泳・競泳                                 | ○   | ○   | ○   |
| 水泳・飛込                                 | ○   | ○   | ○   |
| スポーツクライミング                       | -   | -   | ○   |
| セーリング                                 | ○   | ○   | ○   |
| 体操                                       | ○   | ○   | ○   |
| ダンススポーツ                             | ○   | ○   | ○   |
| 卓球                                       | ○   | ○   | ○   |
| テコンドー                                 | ○   | ○   | ○   |
| テニス                                     | ○   | ○   | ○   |
| トライアスロン                             | ○   | ○   | ○   |
| バスケットボール・3x3                      | ○   | ○   | ○   |
| バスケットボール・スキルチャレンジ個人     | -   | ○   | ○   |
| 馬術                                       | ○   | ○   | ○   |
| バドミントン                               | ○   | ○   | ○   |
| バレーボール                               | ○   | -   | -   |
| ハンドボール                               | ○   | ○   | -   |
| ビーチバレー                               | -   | ○   | ○   |
| ビーチハンドボール                         | -   | -   | ○   |
| フェンシング                               | ○   | ○   | ○   |
| フットサル                                 | -   | -   | ○   |
| ボート                                     | ○   | ○   | ○   |
| ボクシング                                 | ○   | ○   | ○   |
| ホッケー                                   | ○   | ○   | ○   |
| ラグビー・7人制ラグビー                    | -   | ○   | ○   |
| 陸上競技                                   | ○   | ○   | ○   |
| レスリング                                 | ○   | ○   | ○   |
| ローラースポーツ・ローラースピードスケート | -   | -   | ○   |

### 冬季大会
○印は実施、-印は未実施。
| 競技/種別              | 競技/種別              | 1回 | 2回 | 3回 | 4回 |
| ---------------------- | ---------------------- | --- | --- | --- | --- |
| アイスホッケー         | アイスホッケー         | ○   | ○   | ○   | ○   |
| カーリング             | カーリング             | ○   | ○   | ○   | ○   |
| 山岳スキー             | 山岳スキー             | -   | -   | ○   | -   |
| スキー                 | アルペンスキー         | ○   | ○   | ○   | ○   |
| スキー                 | クロスカントリースキー | ○   | ○   | ○   | ○   |
| スキー                 | スキージャンプ         | ○   | ○   | ○   | ○   |
| スキー                 | ノルディック複合       | ○   | ○   | ○   | ○   |
| スキー                 | フリースタイルスキー   | ○   | ○   | ○   | ○   |
| スキー                 | スノーボード           | ○   | ○   | ○   | ○   |
| スケート               | スピードスケート       | ○   | ○   | ○   | ○   |
| スケート               | フィギュアスケート     | ○   | ○   | ○   | ○   |
| スケート               | ショートトラック       | ○   | ○   | ○   | ○   |
| バイアスロン           | バイアスロン           | ○   | ○   | ○   | ○   |
| ボブスレー・スケルトン | ボブスレー             | ○   | ○   | ○   | ○   |
| ボブスレー・スケルトン | スケルトン             | ○   | ○   | ○   | ○   |
| リュージュ             | リュージュ             | ○   | ○   | ○   | ○   |

## 文化と教育
ユース世代向けの教育と文化もまた重要な要素である。教育/文化の側面は選手と参加者のみならず、世界中の若者と開催都市やその周辺地域の住民にも適用している。この目的のため、各大会で文化・教育プログラム (Culture and Education Program, CEP) が実施されている。2010年シンガポール大会の最初のCEPでは、様々な国の選手の協力を促進するイベントが実施された。それは、健康やフィットネスから環境やキャリアプランニングに至るまで、幅広いトピックの部門があった。チャンピオンズ集会 (Champions sessions) の歓談は、イベントの中で最も人気が高かった。オリンピックの元競技選手および現役オリンピック選手からの刺激的な話を聞くために参加者が招かれた。
また、CEPの一部には、若手大使プログラム、若手記者プログラム、および選手模範役割モデルがある。若手大使プログラムの下では、NOCによって指名された18歳から25歳までの若者集団が、自分たちの地域や地域社会でユース五輪の宣伝を手助けしたり、選手たちがCEPプログラムに参加するように勧める。
若手記者プログラムは、報道系の学生や報道キャリアを最近始めた人たちに対して、ユース五輪期間内でのクロスプラットフォームな報道訓練プログラムと実務体験を提供している。18歳から24歳までの若手記者がNOCの大陸協会によって選出され、5大陸のそれぞれを代表して伝える。若手オリンピック選手の支援や助言をするための指導者として行動するのが選手模範役割モデルで、日本のレスリング選手である伊調馨、イタリアのシモーネ・ファリーナ、ナミビアのフランク・フレデリクスといった、活動的であったり最近引退したオリンピック選手が指名される。
交換/混合の重要視はCEPを超えている。ユースオリンピック大会のもう一つの特徴が、ジェンダーの混在した（男女混合）チームと混合ナショナルチームである。トライアスロンリレー、フェンシング、卓球、アーチェリー、混合型スイミングリレー、ブレイキン、柔道の団体戦は、異なる国の選手と男女混合の競技者が一緒に競争できるいくつかのスポーツである。ユース五輪の主催側は、試合の各表彰の前、最中、後に若い選手たちが関わってもらうための主要なプラットフォームとして、Facebook、Flickr、Twitterなどのソーシャルメディアも使用している。多言語、多文化、多年齢という要件は「知るために学ぶ、なるために学ぶ、するために学ぶ、一緒に生きるために学ぶ」というテーマを重視するプログラムの目標である。

## メダル数
詳細は、歴代ユースオリンピック大会の国別メダルを参照。上位10カ国について表記。
| 順    | 国・地域             | 金  | 銀  | 銅  | 計    |
| ----- | -------------------- | --- | --- | --- | ----- |
| 1     | 中国 (CHN)           | 78  | 38  | 25  | 141   |
| 2     | ロシア (RUS)         | 57  | 45  | 38  | 140   |
| 3     | 韓国 (KOR)           | 31  | 16  | 14  | 61    |
| 4     | アメリカ合衆国 (USA) | 26  | 23  | 18  | 67    |
| 5     | ドイツ (GER)         | 21  | 31  | 34  | 86    |
| 6     | 日本 (JPN)           | 19  | 23  | 17  | 59    |
| 7     | フランス (FRA)       | 18  | 8   | 24  | 50    |
| 8     | ウクライナ (UKR)     | 17  | 18  | 23  | 58    |
| 9     | イタリア (ITA)       | 15  | 21  | 18  | 54    |
| 10    | オーストラリア (AUS) | 14  | 22  | 30  | 66    |
| Total | Total                | 567 | 560 | 612 | 1,739 |

具体的な日本人メダリストに関しては、Category:日本のユースオリンピックメダリストを参照されたい。